# Futuroscope
Futuroscope (fr. Parc du Futuroscope) to francuski, tematyczny park rozrywki położony w departamencie Vienne (region Poitou-Charentes, około 10 km na północ od Poitiers, na terenie gmin Chasseneuil-du-Poitou oraz Jaunay-Clan). W okolicy parku znajduje się park technologiczny w Chasseneuil-du-Poitou. Budowa Futuroscope została zainicjowana przez senatora René Monoryego w 1984 r. Park zatrudnia około 600 osób na pełny etat.
W 2008 r. park odwiedziło 1,61 mln osób, natomiast od jego otwarcia w 1987 r. 35 milionów osób, co daje wśród parków tematycznych 2. miejsce we Francji i 18. miejsce w Europie.

## Atrakcje
W parku organizowane są projekcje filmów dwu-, trzy- i czterowymiarowych. Jako pierwsze do użytku oddane zostało kino Kinémax z ekranem o powierzchni 600 m², następnie Pavillon du Futuroscope, Dynamique Cinéma, Cinéma en Relief, Cinéma 360°, Omnimax, Gyrotour, Cinéautomate, Tapis Magique, Paysages d’Europe, Pavillon de la Vienne i Aquascope.

### Kolejki górskie
W roku 2025 w parku Futuroscope znajdowały się 2 czynne kolejka górska, a kolejna była w budowie.

#### Działające
| # | Nazwa         | Producent         | Data otwarcia   | Typ                       | Wysokość [m] | Prędkość [km/h] | Źródło |
| - | ------------- | ----------------- | --------------- | ------------------------- | ------------ | --------------- | ------ |
| 1 | Balancier     | Sunkid Heede GmbH | 2006            | dziecięcy shuttle coaster | 6,1          | ?               | [ 5 ]  |
| 2 | Objectif Mars | Intamin           | 13 czerwca 2020 | stalowy spinning coaster  | ?            | 55              | [ 6 ]  |

#### W budowie
| # | Nazwa | Producent | Data otwarcia | Typ                                    | Wysokość [m] | Prędkość [km/h] | Źródło |
| - | ----- | --------- | ------------- | -------------------------------------- | ------------ | --------------- | ------ |
| 1 | Race  | Vekoma    | 2028          | stalowy podwieszany motorcycle coaster | ?            | ?               | [ 7 ]  |